# Time (Electric Light Orchestra-album)
Time är ett musikalbum av Electric Light Orchestra. Albumet spelades in i maj 1981 och släpptes sommaren samma år på gruppens eget skivbolag Jet Records. ELO:s förra studioalbum Discovery var starkt influerat av discomusik, men här har man gått tillbaka mot det sound man hade under mitten av 1970-talet. Albumet är ett konceptalbum där man får följa en man som förs från 1980-talet till framtiden. "Hold On Tight" och "Twilight" släpptes som singlar från albumet och den först nämnda blev den största hiten.

## Låtlista
(alla låtar skrivna av Jeff Lynne)
Sida A
1. "Prologue"
2. "Twilight"
3. "Yours Truly"
4. "Ticket to the Moon"
5. "The Way Life's Ment to Be"
6. "Another Heart Breaks"

Sida B
1. "Rain Is Falling"
2. "From the End of the World"
3. "The Lights Go Down"
4. "Here Is the News"
5. "21st Century Man"
6. "Hold On Tight"
7. "Epilogue"

## Listplaceringar
| Lista (1981)   | Position              |
| -------------- | --------------------- |
| Australien     | 3 (Kent Music Report) |
| Finland        | 3                     |
| Frankrike      | 28                    |
| Japan          | 36 (Oricon)           |
| Kanada         | 7                     |
| Nederländerna  | 2                     |
| Norge          | 2 (VG-lista)          |
| Nya Zeeland    | 10                    |
| Storbritannien | 1 (UK Albums Chart)   |
| Sverige        | 1 (Topplistan)        |
| USA            | 16 (Billboard 200)    |
| Västtyskland   | 1                     |
| Österrike      | 2                     |